# 3 Out of 4 Ain't Bad!
3 Out of 4 Ain't Bad! - The FM Static Anthology è un album raccolta del gruppo musicale canadese FM Static, pubblicato nel 2010. È composto da tre dischi, ognuno dei quali, in ordine cronologico, contiene le tracce dei 3 album studio fino ad allora pubblicati.

## Tracce
CD1
1. Three Days Later - 2:23
2. Crazy Mary - 2:47
3. Something to Believe In - 2:49
4. Definitely Maybe - 2:50
5. Donna - 2:16
6. All the Days - 2:26
7. Hold Me Twice - 2:39
8. The Notion - 2:10
9. October - 2:50
10. My First Stereo - 6:32
11. Senza titolo - 10:10

CD2
1. Hope the Rock Show Goes Good - 0:08
2. Flop Coulture - 3:41
3. Six Candles - 4:15
4. The Next Big Thing - 3:33
5. America's Next Freak - 3:30
6. Tonight - 3:38
7. The Video Store - 3:20
8. Girl of the Year - 3:04
9. Nice Piece of Art - 3:32
10. What It Feels Like - 2:48
11. Waste of Time - 2:50
12. Moment of Truth - 3:46

CD3
1. Boy Moves to a New Town with Optimistic Outlook - 3:40
2. The Unavoidable Battle of Feeling on the Outside - 3:35
3. Boy Meets Girl (And Vice Versa) - 3:02
4. Sometimes You Can Forget Who You Are - 3:13
5. Man Whatcha Doin? - 2:07
6. The Voyage of Beliefs - 3:13
7. Her Fathers Song - 3:23
8. Take Me As I Am - 3:32
9. Dear God - 3:47
10. The Shindig (Off to College) - 2:55